# U-Men (cómic)
Los U-Men (conocidos en español como Hombres-U u Hombres U) es un grupo ficticio de villanos pertenecientes a la serie de cómic de los X-Men, propiedad de Marvel Cómics. Aparecieron por primera vez en el número anual de la serie New X-Men, del año 2001, creados por Grant Morrison. Su primera historia es The Man From Room X (en español El Hombre de la Sala X).

## Historia
Los U-Men era un grupo de fanáticos que seguían un texto llamado La Tercera Especie, pensaban que realizándose injertos de órganos mutantes podrían transformarse en los idealizados Homo Perfectus. 
Un grupo de U-Men localiza a una joven llamada Angel Salvadore, quien manifestó poderes mutantes relacionados con las moscas. Están a punto de diseccionarla en un laboratorio móvil al lado de la carretera cuando Wolverine los encuentra y ataca, después de haber estado buscando a Angel con la ayuda de Jean Grey. Todos los soldados son asesinados y Angel es llevada al cuidado de los X-Men.
Un poco después de que Angel es rescatada, un escuadrón de U-Men ataca a través de la puerta principal de la Mansión X. Jean Grey es la única X-Man en las instalaciones, pero con la ayuda de varios de los estudiantes, como alguien que podía manifestar voces desde cualquier dirección, pudo mantener a raya a los U-Men. Los U-Men tienen muchas habilidades contrarias a los poderes mutantes, como ser capaces de cerrar porciones de su mente para escapar del control telepático de las Stepford Cuckoos. Jean se las arregla para humillar a los U-Men con su telepatía y derrotarlos con sus poderes de Fénix que vuelven a crecer. Mientras Wolverine y Angel se acercan a la mansión, los U-Men son vistos huyendo, gritando en la noche mientras Jean destruye telequinéticamente sus trajes y los ataca con fuego psíquico.
Los U-Men se ven a continuación cuando el primer Xorn toma su clase de recuperación, que incluye a Angel, en un viaje de campamento especial. Son atacados por las fuerzas de U-Men. Xorn se alejó, dejando a la clase frente a un soldado solitario de U-Men. Los estudiantes lo derrotan y Angel, enviado a buscar a Xorn, descubre que Xorn había matado al resto de la fuerza.
Kid Omega y su pandilla, drogados con la droga mutante Kick, hicieron un ataque planeado contra un bastión de U-Men, destruyéndolo y matando a los hombres.
Un U-Man también se le ve morir a manos de los mutantes de ira en el Planeta X.

## Descripción del grupo

### Descripción
Los U-Men visten escafandras especiales para evitar respirar el aire impuro de la atmósfera y comen solo alimentos que estiman limpios. Cada uno de sus miembros debe financiarse su propio equipo, que además del traje, compone rifles especiales de asalto capaces de proyectar cuchillas a alta velocidad. Muchos de ellos tienen órganos, tanto externos como internos, extraídos de mutantes.

### Organización
Aunque existía una sede central, estaban organizados en pequeños grupos autónomos.

### Sublime
El líder de los U-Men, John Sublime es una bacteria inteligente que surgió durante los inicios de la vida en la Tierra. Su mayor fin y propósito es infectar otros organismos. Fue el creador del Proyecto Arma X, que más tarde derivaría en la creación de Wolverine.

## En otros medios

### Televisión
- Los U-Men aparecen como los antagonistas iniciales de Marvel Anime: X-Men.[3] Aquí, se los representa como un grupo de supremacistas humanos liderado por Sublime (pero respaldado por un Mente Maestra disfrazado del Círculo Interno) que están tratando de obtener partes / poderes de cuerpos mutantes similares a sus homólogos de cómic. Un miembro notable es Kick (expresado por Dave Wittenberg en el doblaje en inglés), un cyborg que tiene un pasado con Wolverine.

### Videojuegos
- Los U-Men aparecen como antagonistas en X-Men: Destiny. Han formado una alianza con los Purificadores para replicar los poderes de los Mutantes bajo el Dr. John Sublime.